# Plouër-sur-Rance
Plouër-sur-Rance (bret. Plouhern) – miejscowość i gmina we Francji, w regionie Bretania, w departamencie Côtes-d’Armor.
Według danych na rok 1990 gminę zamieszkiwało 2438 osób, a gęstość zaludnienia wynosiła 123 osoby/km² (wśród 1269 gmin Bretanii Plouër-sur-Rance plasuje się na 243. miejscu pod względem liczby ludności, natomiast pod względem powierzchni na miejscu 504.).